# 京都劇場
京都劇場（きょうとげきじょう）は、京都府京都市下京区の京都駅構内にある劇場である。京都駅ビル東ゾーンの2階から6階に入居しており、劇団四季がミュージカルなどを上演している。

## 歴史
1997年の駅ビル開業に合わせ日本初の駅ビル内劇場「京都シアター1200」として8月9日に開場した。同時にジャニーズ事務所や吉本興業などの共同出資により運営会社「シアターアーツ1200」が設立され、主に前者による公演が行われていたが、1999年に上記各社が経営から撤退したことにより同社は解散となったのち、JR西日本グループの駅ビル運営会社で、京都駅ビルを運営する「京都駅ビル開発」の直営となり、「京都駅ビル劇場・シアター1200」の名称で貸館として運営されていた。
その後、以前からJRグループと関係の深かった劇団四季のアドバイスにより2001年夏から大幅な改装を行い、2002年1月に現在の名前で改めて開場した。こけら落とし公演は『オペラ座の怪人』であったが、当初は半年間だった公演予定期間は好評のため1年以上に延長された。また、2010年10月31日の劇団四季公演『春のめざめ』において、再開場以来の累計来場者数が200万人となった。
改装後は2012年まで劇団四季のみが使用していたが専用劇場ではないため、公演のみを行っている。劇場内の販売窓口（チケットボックス）では当日券のみの取り扱いとなっており、他劇場の公演を含む前売券は隣接するチケットぴあでの販売となっている。なお、客席数は上演作品によって異なる。
2002年のこけら落とし公演以降劇団四季が通年公演を行っていたが、2012年10月の『桃次郎の冒険』千秋楽を以て通年公演を終了し、今後は公演できるタイミング毎に当劇場を借りて公演を行う形式に変更された。以降は劇団四季以外の演劇・コンサートも行われるようになっている。
2016年11月より、準専用劇場として長期間使用を開始。ただし並行して劇団四季以外の演劇・コンサートも引き続き開催されている。

## 館内施設
※個別店舗（飲食店）の詳細は、公式サイトなどを参照。
1階および2階にあるラッチ（劇場入口）外のエントランス周辺には、複数の飲食店のほか、劇団四季のチケットボックスや、前売券などを発券できる「チケットぴあ」が設置されている。なお、かつては手塚治虫にちなんだ展示施設「KYOTO手塚治虫ワールド」が入居していたが、2011年1月をもって閉館している。
ラッチ内には客席（2階構造）のほか、軽食を販売するビュッフェやクローク・コインロッカーおよび、プログラムやグッズ販売コーナー、愛好者向け団体（四季の会）カウンターといった観劇に関する付帯サービスが配置されている。

## 劇団四季上演記録
- 2002年
  - オペラ座の怪人 （1月1日 - 2003年3月2日）
- 2003年
  - ハムレット （3月22日 - 4月13日）
  - 美女と野獣 （6月1日 - 2005年4月9日）
- 2005年
  - オンディーヌ （5月1日 - 5月4日）
  - アイーダ （6月7日 - 10月30日）
  - ミュージカル李香蘭 （11月16日 - 12月11日）
  - コーラスライン （12月21日 - 2006年2月5日）
- 2006年
  - ミュージカル異国の丘 （2月12日 - 3月19日）
  - ミュージカル南十字星 （4月2日 - 5月14日）
  - 夢から醒めた夢 （5月27日 - 8月27日）
  - 鹿鳴館 （9月11日 - 10月9日）
  - クレイジー・フォー・ユー （10月21日 - 2007年4月8日）
- 2007年
  - コンタクト（Contact） （4月21日 - 5月27日）
  - 壁抜け男 （6月5日 - 7月1日）
  - エビータ （7月15日 - 9月12日）
  - ふたりのロッテ （9月22日 - 10月3日）
  - ジーザス・クライスト・スーパースター ジャポネスクバージョン （10月13日 - 11月10日）
  - ジーザス・クライスト・スーパースター エルサレムバージョン  （11月18日 - 12月8日）※関西圏での上演では初となる、2バージョン連続上演。
  - ユタと不思議な仲間たち （12月16日 - 2008年1月27日）
- 2008年
  - ウェストサイド物語 （2月11日 - 8月31日）※四季による『ウェストサイド物語』史上、最長の6ヵ月半・計188回のロングランを達成。
  - 赤毛のアン （9月6日 - 10月11日）
  - むかしむかしゾウがきた （10月19日 - 11月2日）
  - ブラックコメディ （11月16日 - 12月13日）
  - 解ってたまるか! （12月21日 - 2009年1月11日）
- 2009年
  - 夢から醒めた夢 （1月20日 - 2月28日）
  - トロイ戦争は起こらないだろう （3月8日 - 3月20日）
  - 美女と野獣 （4月23日 - 2010年5月9日）
- 2010年
  - コーラスライン （5月30日 - 7月19日）
  - クレイジー・フォー・ユー （7月30日 - 9月26日）
  - 春のめざめ （10月10日 - 11月14日）
  - エビータ （11月26日 - 12月26日）
- 2011年
  - スルース (探偵) （1月2日 - 1月29日）
  - オペラ座の怪人 （3月6日 - 8月28日）
  - 魔法をすてたマジョリン （9月17日 - 10月9日）
  - マンマ・ミーア! （10月23日 - 2012年4月8日）
- 2012年
  - 王様の耳はロバの耳（4月26日 - 5月13日）
  - ユタと不思議な仲間たち（6月2日 - 6月24日）
  - アスペクツ オブ ラブ 恋はすべてを変える（7月16日 - 8月12日）
  - 桃次郎の冒険（9月15日 - 10月8日）
- 2013年
  - 劇団四季 ソング&ダンス 60 感謝の花束（8月8日 - 8月18日）
  - 人間になりたがった猫（9月21日 - 10月6日）
- 2014年
  - ジョン万次郎の夢（9月13日 - 10月3日、平日は「こころの劇場」公演で、一般公演は土・日曜のみ）
  - ジーザス・クライスト・スーパースター エルサレムバージョン（12月5日 - 12月14日）
- 2015年
  - クレイジー・フォー・ユー（8月29日 - 9月6日）
  - 王子とこじき（9月21日 - 10月4日）
- 2016年
  - コーラスライン（2月24日 - 3月13日）
  - ウェストサイド物語（6月29日 - 7月24日）
  - ガンバの大冒険（10月2日 - 10月9日、平日は「こころの劇場」公演で、一般公演は土・日曜のみ）
  - 美女と野獣（11月12日 - 2017年5月21日）
- 2017年
  - ノートルダムの鐘（7月23日 - 9月28日）
  - オペラ座の怪人（12月27日 - 2018年5月20日）
- 2018年
  - 恋におちたシェイクスピア（9月7日 - 9月30日）
- 2019年
  - ノートルダムの鐘（7月28日 - 2020年1月19日）
- 2020年
  - パリのアメリカ人（2月22日 - 3月28日）[6][7]
- 2021年
  - マンマ・ミーア!（1月27日 - 5月23日）[8]
- 2022年
  - 劇団四季のアンドリュー・ロイド＝ウェバーコンサート～アンマスクド～（1月2日 - 1月3日）[9]
  - ロボット・イン・ザ・ガーデン（2月23日 - 4月16日）[10][11]
  - ノートルダムの鐘（12月18日 - 2023年4月9日）[11][12]
- 2024年
  - ジーザス・クライスト・スーパースター エルサレムバージョン（4月20日 - 6月2日）
- 2025年
  - 赤毛のアン（10月4日 - 11月24日予定）

## 所在地と交通
- 住所 : 京都府京都市下京区烏丸通塩小路下ル東塩小路901（京都駅）
- 所在地と交通 : JR西日本 京都駅構内に所在（同駅の烏丸口中央改札を出て右手にある）[13]。

## 備考
2000年頃まで中京区河原町三条に東映封切館として存在していた同名の映画館（現在の京劇ボウル）とは無関係である。